# Brough Superior

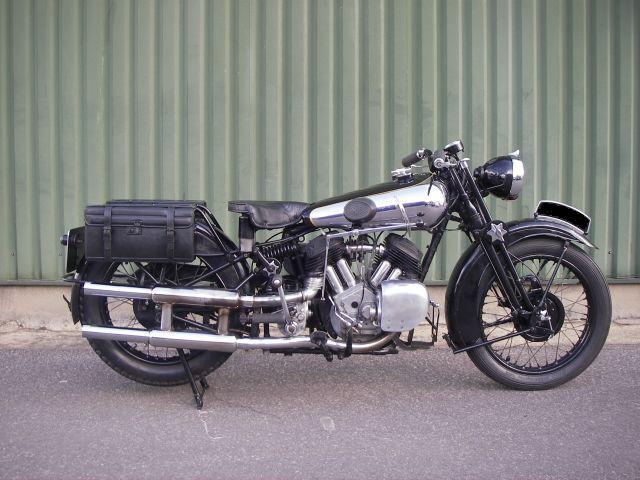
Brough Superior 11.50 (1934)

Brough Superior byl anglický výrobce motocyklů a automobilů se sídlem v Nottinghamu.
Motocykly Brough Superior platily ve své době za Rolls-Royce mezi motocykly. Dobrou pověst si získaly designem, zpracováním i kvalitou. Po odchodu z otcovy firmy, která vyráběla jízdní kola, šicí stroje a motorizované bicykly pod značkou Brough, se rozhodl George Brough vyrábět luxusní motocykly pod značkou Brough Superior. Byly výkonnější, rychlejší a lépe zpracované, než jakákoliv jiná motorka té doby, díky neobvykle precizní výrobě a montáži. Každý motocykl byl sestavován dvakrát, aby se co nejvíce eliminovaly výrobní nepřesnosti. Nejprve byly všechny součásti sestaveny nahrubo a navzájem přizpůsobeny a upraveny, aby přesně seděly. Zároveň byla překontrolována jejich funkce. Následně byl motocykl opět odstrojen a díly byly natřeny, poniklovány nebo jinak povrchově upraveny. V závěrečné fázi byl motocykl definitivně sestaven, bez jakýchkoliv dalších úprav, které by mohly součástky poškodit.
První modely z roku 1920 byly vybaveny motorem Motosacoche 750 cm³, od roku 1921 byl použit motor JAP 980 cm³ zkonstruovaný speciálně pro Brough Superior. Již od prvních modelů byl použit pro značku typický tvar nádrže. V dalších letech vyráběné modely používaly motory JAP a Matchless V2, ale i čtyřválcové vodou chlazené motory Austin. Model SS 100 v roce 1924 při uvedení do provozu získal "Certifikát 100 mil", který umožňoval jet rychlostí 160 km/h. Brough získal více rychlostních rekordů. Výroba motocyklů byla zahájena v roce 1919 a skončila v roce 1940.